# マリー・アレル

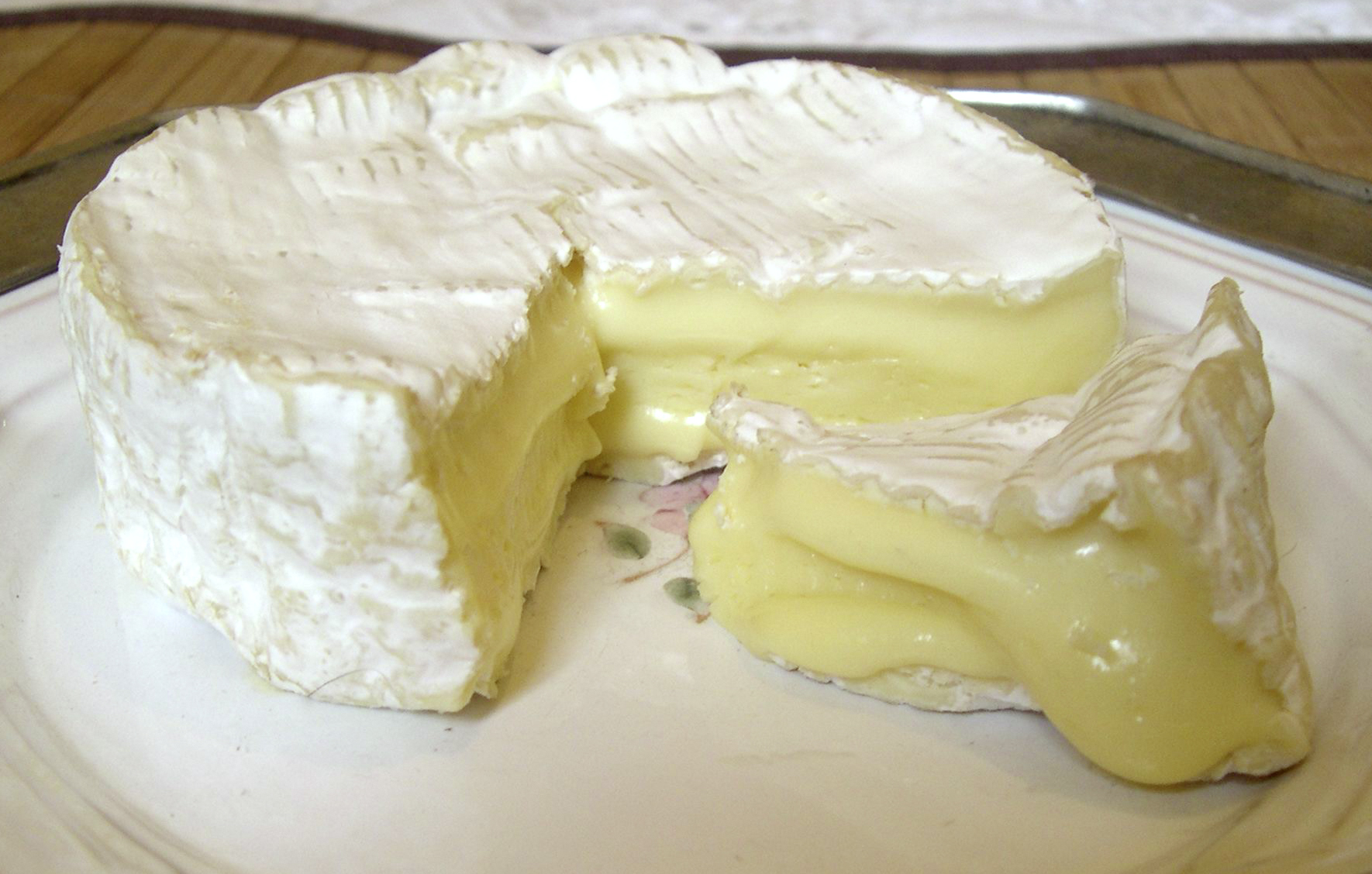
カマンベールチーズ

マリー・アレル（Marie Harel, 1761年4月28日 - 1844年11月9日）は、カマンベールチーズを発明したとされている農婦。

## 概要
1761年4月28日に、オルヌ県ヴィムティエ近郊のクルットで生まれる。
カマンベールチーズを発明したのは1791年頃のフランス革命中に、ある非宣誓僧を匿う代わりにその人物から助言を受けて製法を発展させたとされている。また俗説では、ナポレオン・ボナパルトがカマンベールを訪れた際、彼女より振舞われたチーズの美味に感嘆し、カマンベールチーズと名づけたとも伝わる。
一方、研究者の調査が進んだ現在では、彼女が発明したものではないとされる説もある。1702年にはヴィムティエの市場でリヴァロチーズとカマンベールチーズが既に売られていたことや、彼女自身がカマンベール出身ではなく近くのロアビル村の農婦であった事、そしてナポレオンというのはナポレオン3世のことで、パリ＝グランドル線の鉄道開通式に列席して、その時の食事でカマンベールを所望されチュイルリー宮殿に献上したのが彼女の夫ペーネルだった事により、一家は『カマンベールチーズの知名度を上げた貢献者』と見られている。
カマンベールチーズで巨利を得たあるアメリカ人の資金を得て、ヴィムティエに1928年4月11日に初代のマリー・アレル像の除幕式が行われた。その後、1944年のノルマンディー上陸作戦で像の一部は破壊されるも、その後2代目のマリー・アレル像が、ナポレオン・ボナパルトの時代と辻褄が合うように20歳若い姿で建立された。

## ギャラリー

### マリー・アレル像

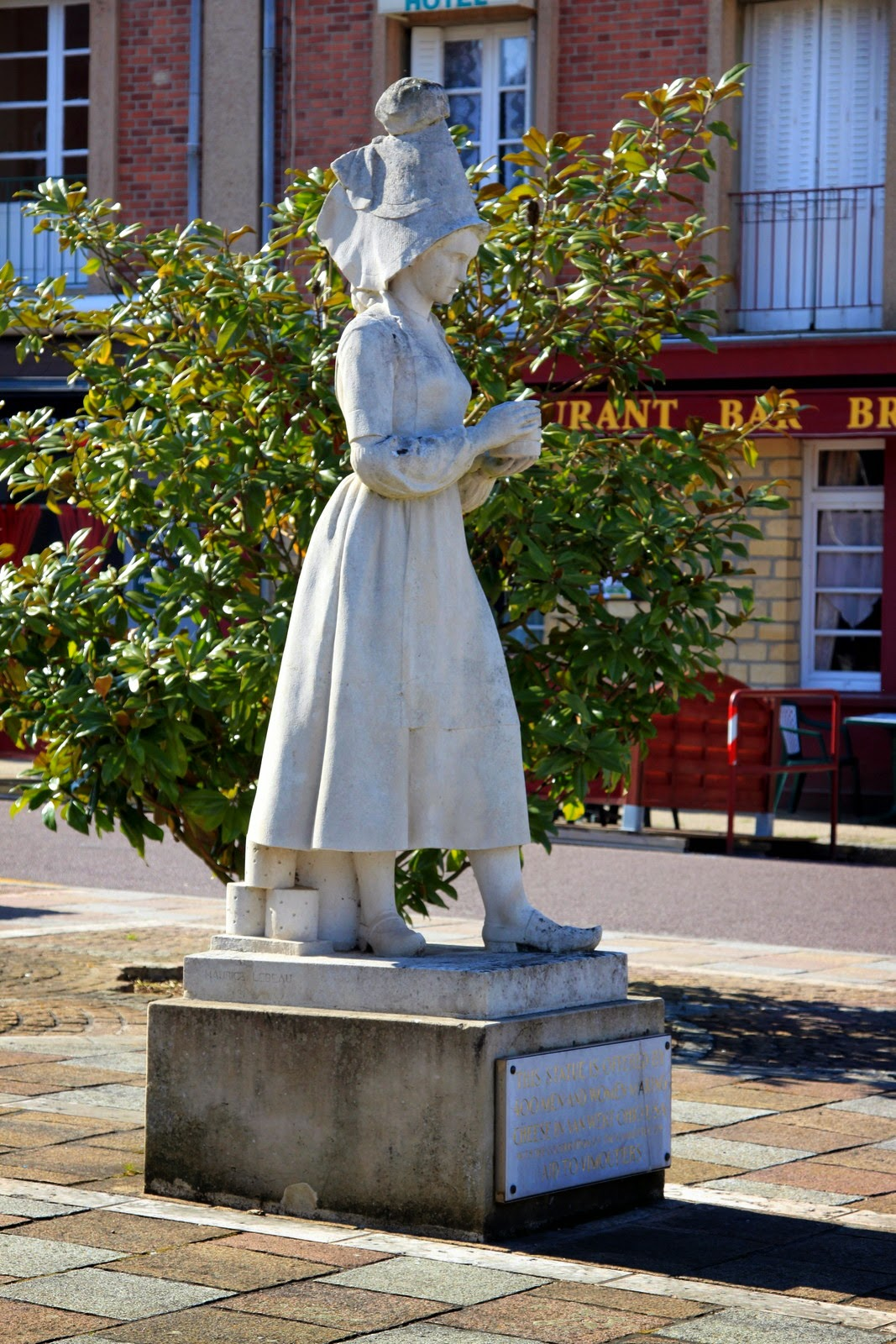
2代目
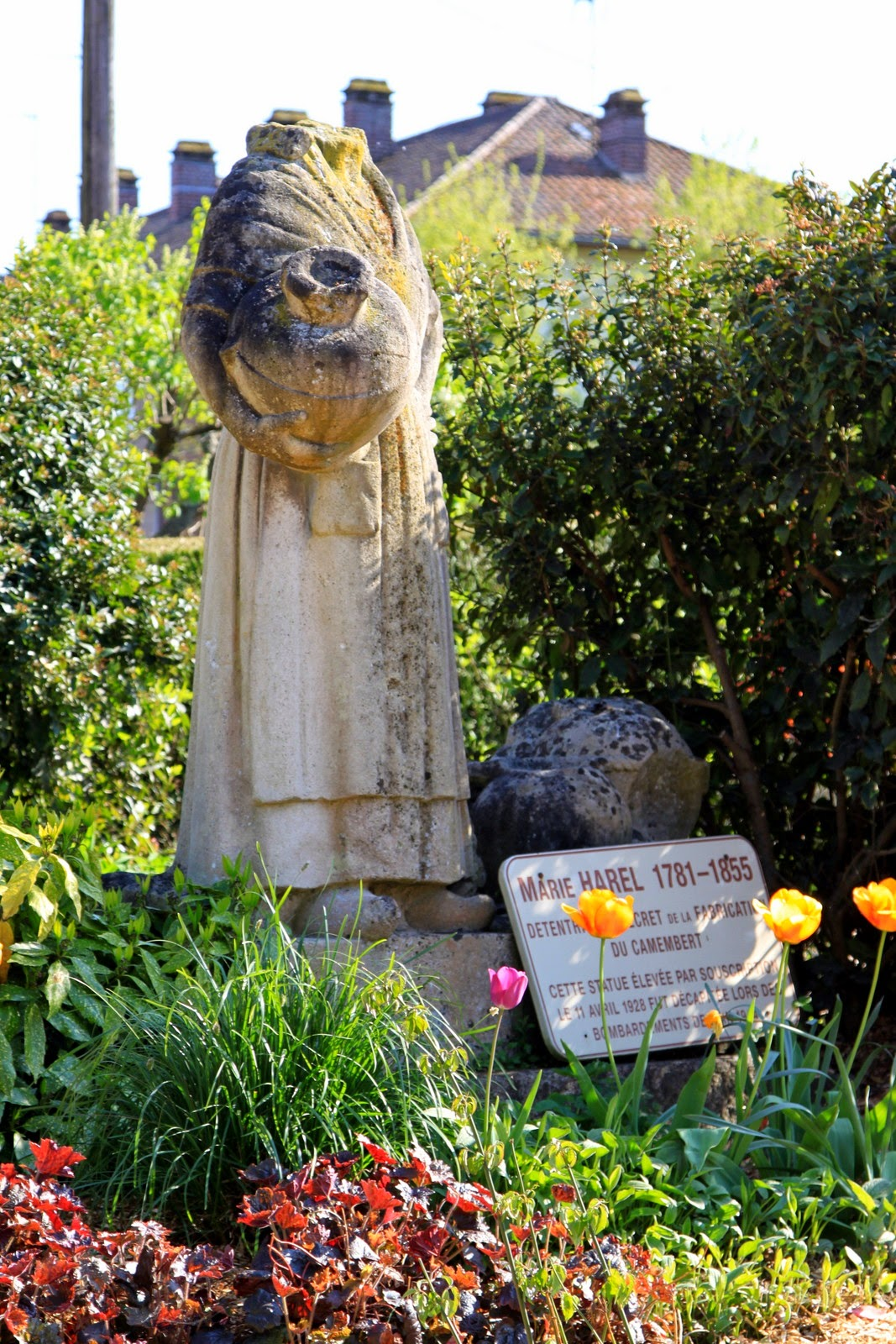
初代・現在の像
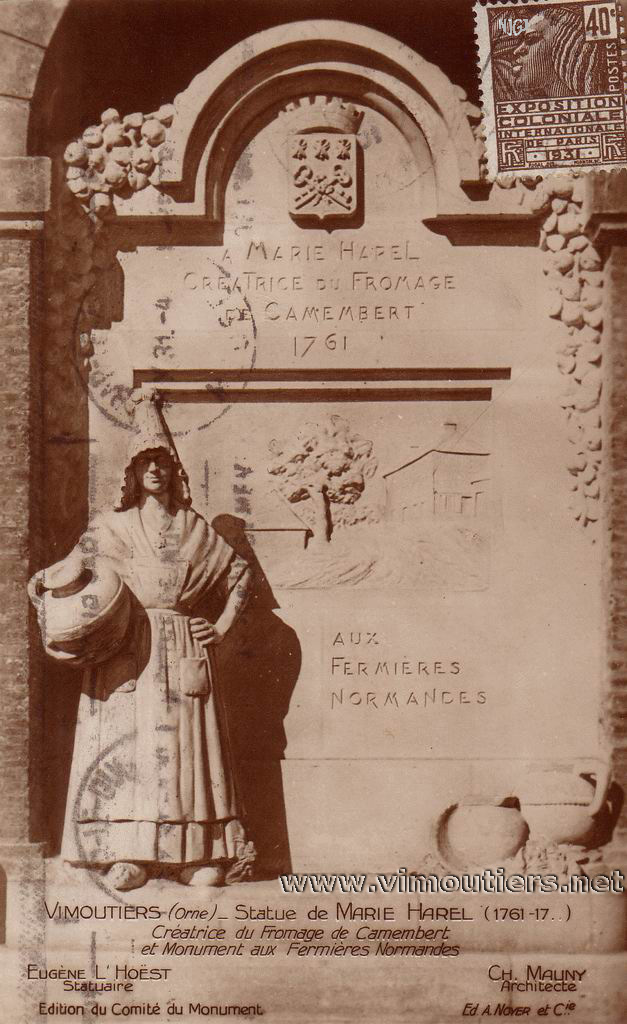
初代・第二次世界大戦前の像